# Réseau du sport étudiant du Québec
 (décembre 2020).
Le  Réseau du sport étudiant du Québec (RSEQ) est une fédération sportive responsable du développement du sport au sein des institutions d'enseignement du Québec. 
Le réseau organise les compétitions sportives dans 26 sports, tant chez les filles que les garçons, aux quatre niveaux d'enseignement québécois : primaire, secondaire, collégial et universitaire. Pour son volet universitaire, le RSEQ est l'une des quatre associations du U Sports, l'organisme pan-canadien, au sein duquel il forme l'équivalent d'une conférence. Au niveau collégial, il est membre de l'Association canadienne du Sport collégial.

## Histoire
La fédération est née en 1988 de la fusion de trois organisations : la Fédération du sport scolaire du Québec, la Fédération des associations sportives collégiales du Québec et l’Association sportive universitaire du Québec. Elle prend alors le nom de Fédération québécoise du sport étudiant. Elle utilise son nom actuel depuis 2010. Le RSEQ est présent sur plusieurs plans dont : RSEQ.tv (webdiffusion des matchs sur le web), leur site web (qui fournit les nouvelles, les calendriers, les résultats sur les compétitions) et la marque De Facto.

## Équipes membres

### Équipes universitaires
Les différentes compétitions universitaires du RSEQ regroupent 12 universités. Leurs clubs participent aux 14 championnats universitaires du Québec et les meilleurs de ces équipes ont accès aux championnats canadiens (SIC) disputés dans 13 disciplines sportives (athlétisme en salle, badminton, basketball, cheerleading, cross-country, football canadien, golf, hockey sur glace, natation, rugby, ski alpin, soccer, volleyball).
| Institution                           | Club                 | Ville          | Fondation | Membre U Sports |
| ------------------------------------- | -------------------- | -------------- | --------- | --------------- |
| École de technologie supérieure       | Piranhas             | Montréal       | 1974      | Non             |
| Université Concordia                  | Stingers             | Montréal       | 1896      | Oui             |
| Université Laval                      | Rouge et Or          | Québec         | 1852      | Oui             |
| Université du Québec à Montréal       | Citadins             | Montréal       | 1969      | Oui             |
| Université du Québec à Trois-Rivières | Patriotes            | Trois-Rivières | 1969      | Oui             |
| Université du Québec en Outaouais     | Torrents             | Gatineau       | 1981      | Non             |
| Université du Québec à Chicoutimi     | Inuk                 | Saguenay       | 1969      | Non             |
| Université du Québec à Rimouski       | Nordet               | Rimouski       | 1969      | Non             |
| Université McGill                     | Redbirds et Martlets | Montréal       | 1821      | Oui             |
| Université Bishop's                   | Gaiters              | Sherbrooke     | 1843      | Oui             |
| Université de Montréal                | Carabins             | Montréal       | 1878      | Oui             |
| Université de Sherbrooke              | Vert et Or           | Sherbrooke     | 1954      | Oui             |

#### Installations sportives
| Institution                           | Stade de football                   | Places assises Capacité | Capacité maximum | Salle de basket-ball        | Sièges Capacité | Aréna de hockey sur glace | Sièges Capacité | Stade de soccer                     | Sièges Capacité | Salle de volleyball                              | Sièges permanents Capacité | Sièges Capacité totale |
| ------------------------------------- | ----------------------------------- | ----------------------- | ---------------- | --------------------------- | --------------- | ------------------------- | --------------- | ----------------------------------- | --------------- | ------------------------------------------------ | -------------------------- | ---------------------- |
| Université Concordia                  | Stade Concordia                     | 4 000                   |                  | Concordia Gymnasium         | 750             | Aréna Ed Meagher          | 1 500           | Stade Concordia                     | 4 000           |                                                  |                            |                        |
| Université Laval                      | Stade TELUS-Université Laval        | 12 817                  | 18 000           | Gymnase du PEPS             | 2 500           | Aréna du PEPS             | 2 000           | Stade TELUS-Université Laval        | 12 750          | Amphithéâtre gymnase Desjardins-Université Laval | 1 884                      | 3 092                  |
| Université du Québec à Montréal       | --                                  | --                      |                  | Centre sportif de l'UQAM    | 600             | --                        | --              | Complexe sportif Claude-Robillard   | 1 000           |                                                  |                            |                        |
| Université du Québec à Trois-Rivières | --                                  | --                      |                  | --                          | --              | Colisée de Trois-Rivières | 2 700           | Stade de l'UQTR                     | 1 500           |                                                  |                            |                        |
| Université McGill                     | Stade Percival-Molson               | 25 012                  |                  | Love Competition Hall       | 1 500           | Aréna McConnell           | 1 600           | Stade Percival-Molson               | 25 012          |                                                  |                            |                        |
| Université Bishop                     | Coulter Field                       | 2 000                   |                  | John H. Price Sports Centre | 1 400           | Aréna W.B. Scott          | 1 200           | Coulter Field                       | 2 000           |                                                  |                            |                        |
| Université de Montréal                | CEPSUM (Stade)                      | 5 100                   |                  | --                          | --              | CEPSUM (Aréna)            | 2500            | CEPSUM (Stade)                      | 5 100           |                                                  |                            |                        |
| Université de Sherbrooke              | Stade de l'Université de Sherbrooke | 3 359                   |                  | --                          | --              | --                        | --              | Stade de l'Université de Sherbrooke | 3 359           |                                                  |                            |                        |

### Équipes collégiales
68 collèges québécois sont membres du Réseau du sport étudiant du Québec. Leurs étudiants participent aux compétitions menant aux 17 championnats collégiaux québécois et aux championnats collégiaux canadiens dans six disciplines. Ceci rassemblent 99 équipes. Le secteur collégial du RSEQ compte sept ligues de niveau AAA (le plus haut niveau sportif dans le sport étudiant collégial au Québec) dans quatre disciplines (basketball, football canadien, soccer, volleyball). Il existe également des ligues de niveau AA et A où le niveau sportif est moins élevé et davantage récréatif pour les jeunes étudiants.
Lors de la rentrée scolaire de l'automne 2011, les Divisions 1, 2 et 3 remplacent respectivement les Ligues AAA, AA et A au sein du Réseau du Sport Étudiant du Québec.
| Institution                                   | Club                 | Ville                       |
| --------------------------------------------- | -------------------- | --------------------------- |
| Cégep de l'Abitibi-Témiscamingue              | Gaillards, Astrelles | Rouyn-Noranda               |
| Collège Ahuntsic                              | Indiens              | Montréal                    |
| Collège d'Alma                                | Jeannois             | Alma                        |
| Collège André-Grasset                         | Phénix               | Montréal                    |
| Cégep André-Laurendeau                        | Boomerang            | Montréal                    |
| Cégep de Baie-Comeau                          | Trappeurs            | Baie-Comeau                 |
| Collège de Bois-de-Boulogne                   | Cavaliers            | Montréal                    |
| Cégep Beauce-Appalaches                       | Condors              | Saint-Georges               |
| Centre d'études collégiales à Chibougamau     | Ardents, Ardentes    | Chibougamau                 |
| Centre d'études collégiales Matapédien        | Alizé                | Amqui                       |
| Centre d'études collégiales de Montmagny      | Combattants          | Montmagny                   |
| Collège régional Champlain de Lennoxville     | Cougars              | Sherbrooke                  |
| Collège régional Champlain de Saint-Lambert   | Cavaliers            | Saint-Lambert               |
| Collège régional Champlain St. Lawrence       | Lions                | Québec                      |
| Cégep de Chicoutimi                           | Couguars             | Saguenay                    |
| Cégep de Drummondville                        | Voltigeurs           | Drummondville               |
| Collège Édouard-Montpetit                     | Lynx                 | Longueuil                   |
| Cégep Garneau                                 | Élans                | Québec                      |
| Cégep de la Gaspésie et des Îles              | Bleu marin           | Gaspé                       |
| Collège Gérald-Godin                          | Gladiateurs          | Montréal                    |
| Cégep de Granby Haute-Yamaska                 | L'Indigo             | Granby                      |
| Collège Harrington                            | Icebergs             | Oka                         |
| Collège Héritage                              | Hurricane            | Gatineau                    |
| Collège Jean-de-Brébeuf                       | Dynamiques           | Montréal                    |
| Collège John Abbott                           | Islanders            | Sainte-Anne-de-Bellevue     |
| Cégep de Jonquière                            | Gaillards            | Saguenay                    |
| Cégep de La Pocatière                         | Gaulois, Monadnocks  | La Pocatière                |
| Collège Laflèche                              | Dragons              | Trois-Rivières              |
| Cégep régional de Lanaudière à L'Assomption   | Cyclones             | L'Assomption                |
| Cégep régional de Lanaudière à Joliette       | Pistolets            | Joliette                    |
| Cégep régional de Lanaudière à Terrebonne     | Rafales              | Terrebonne                  |
| Cégep de Lévis                                | Faucons              | Lévis                       |
| Cégep Limoilou                                | Titans               | Québec                      |
| Cégep Lionel-Groulx                           | Nordiques            | Sainte-Thérèse              |
| Collège de Maisonneuve                        | Vikings              | Montréal                    |
| Collège Marianopolis                          | Demons               | Westmount                   |
| Cégep Marie-Victorin                          | Trappeurs            | Montréal                    |
| Cégep de Matane                               | Capitaines           | Matane                      |
| Collège Mérici                                | Panthères            | Québec                      |
| Collège Montmorency                           | Nomades              | Laval                       |
| Campus Notre-Dame-de-Foy                      | Notre-Dame           | Saint-Augustin-de-Desmaures |
| Collège préuniversitaire Nouvelles Frontières | Préu                 | Gatineau                    |
| Cégep de l'Outaouais                          | Griffons             | Gatineau                    |
| Cégep de Rimouski                             | Pionniers            | Rimouski                    |
| Cégep de Rivière-du-Loup                      | Portageurs           | Rivière-du-Loup             |
| Collège de Rosemont                           | Gaulois              | Montréal                    |
| Séminaire de Sherbrooke                       | Barons               | Sherbrooke                  |
| Cégep de Sept-Îles                            | Voyageurs            | Sept-Îles                   |
| Cégep de Shawinigan                           | Électriks            | Shawinigan                  |
| Cégep de Sherbrooke                           | Volontaires          | Sherbrooke                  |
| Cégep de Sorel-Tracy                          | Rebelles             | Sorel-Tracy                 |
| Cégep de Sainte-Foy                           | Dynamiques           | Québec                      |
| Cégep de Saint-Félicien                       | Kioki                | Saint-Félicien              |
| Cégep de Saint-Hyacinthe                      | Lauréats             | Saint-Hyacinthe             |
| Cégep de Saint-Jean-sur-Richelieu             | Géants               | Saint-Jean-sur-Richelieu    |
| Cégep de Saint-Jérôme                         | Cheminots            | Saint-Jérôme                |
| Cégep de Saint-Laurent                        | Patriotes            | Montréal                    |
| Cégep de Thetford                             | Filons               | Thetford Mines              |
| Cégep de Trois-Rivières                       | Diablos              | Trois-Rivières              |
| Campus de Val-d'Or                            | Météores             | Val-d'Or                    |
| Cégep de Valleyfield                          | Noir et Or           | Valleyfield                 |
| Collège Vanier                                | Cheetahs             | Montréal                    |
| Cégep de Victoriaville                        | Vulkins              | Victoriaville               |
| Cégep du Vieux Montréal                       | Spartiates           | Montréal                    |

## Télédiffusion
En 2015, TVA Sports signe des ententes avec Football U Sports et le Réseau du sport étudiant du Québec pour devenir le diffuseur francophone exclusif du football universitaire canadien.